# International Association of Lighthouse Authorities

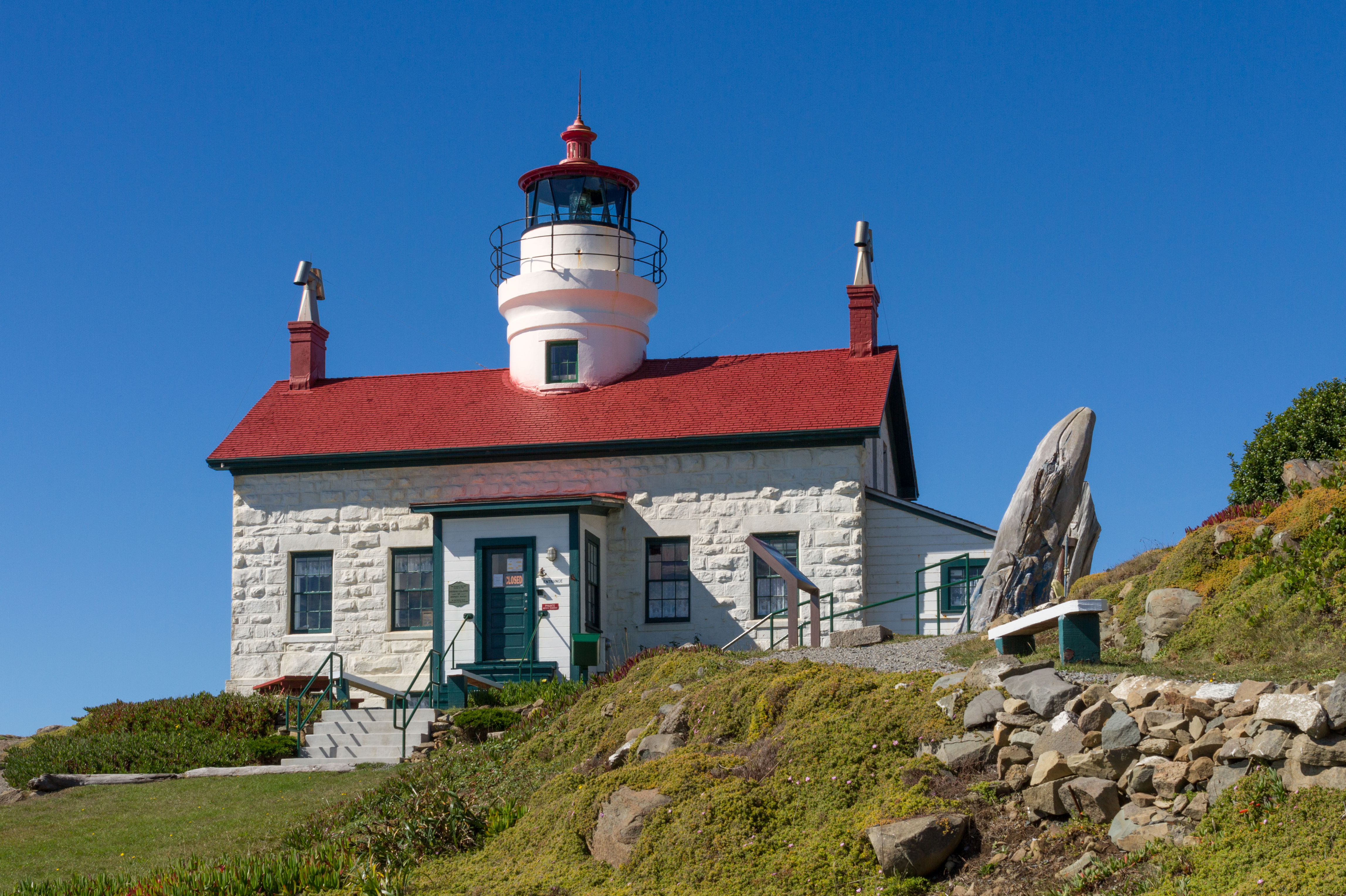
Leuchtturm Battery Point Light, USA

Die International Association of Marine Aids to Navigation and Lighthouse Authorities (IALA) ist eine Organisation zur internationalen Kooperation der Seezeichenverwaltungen. Sie wurde als loser Zusammenschluss der für die Seezeichen zuständigen Behörden der Mitgliederländer 1957 als International Association of Lighthouse Authorities, französisch: Association Internationale de Signalisation Maritime (AISM) gegründet und wurde später umbenannt. Sie hat ihren Sitz in Saint-Germain-en-Laye, Frankreich.

## Schifffahrtszeichen
Die IALA ist insbesondere durch die internationale Standardisierung der Seezeichen bekannt. Daneben gibt sie mit der internationalen Seeschifffahrts-Organisation IMO Richtlinien zum Vessel Traffic Service heraus.
Zu den Seezeichen zählen:
- Die Leuchtfeuer und Leuchttürme
- Das Lateralsystem – Markierung der Schifffahrtswege
- Das Kardinalsystem – Markierung gefährlicher Gebiete (z. B. Untiefen)
- Markierung sicherer Gewässer – Markierung, wenn das offene Meer erreicht ist
- Sondermarkierungen – Markierung besonderer Gebiete z. B. für Wassersport oder Marineübungen
- Einzelgefahren – Markierung einzelner Gefahrenstellen für die Schifffahrt

Jedes dabei verwendete Seezeichen hat seine charakteristische Farbe, Toppzeichen und Leuchtfeuerkennung.

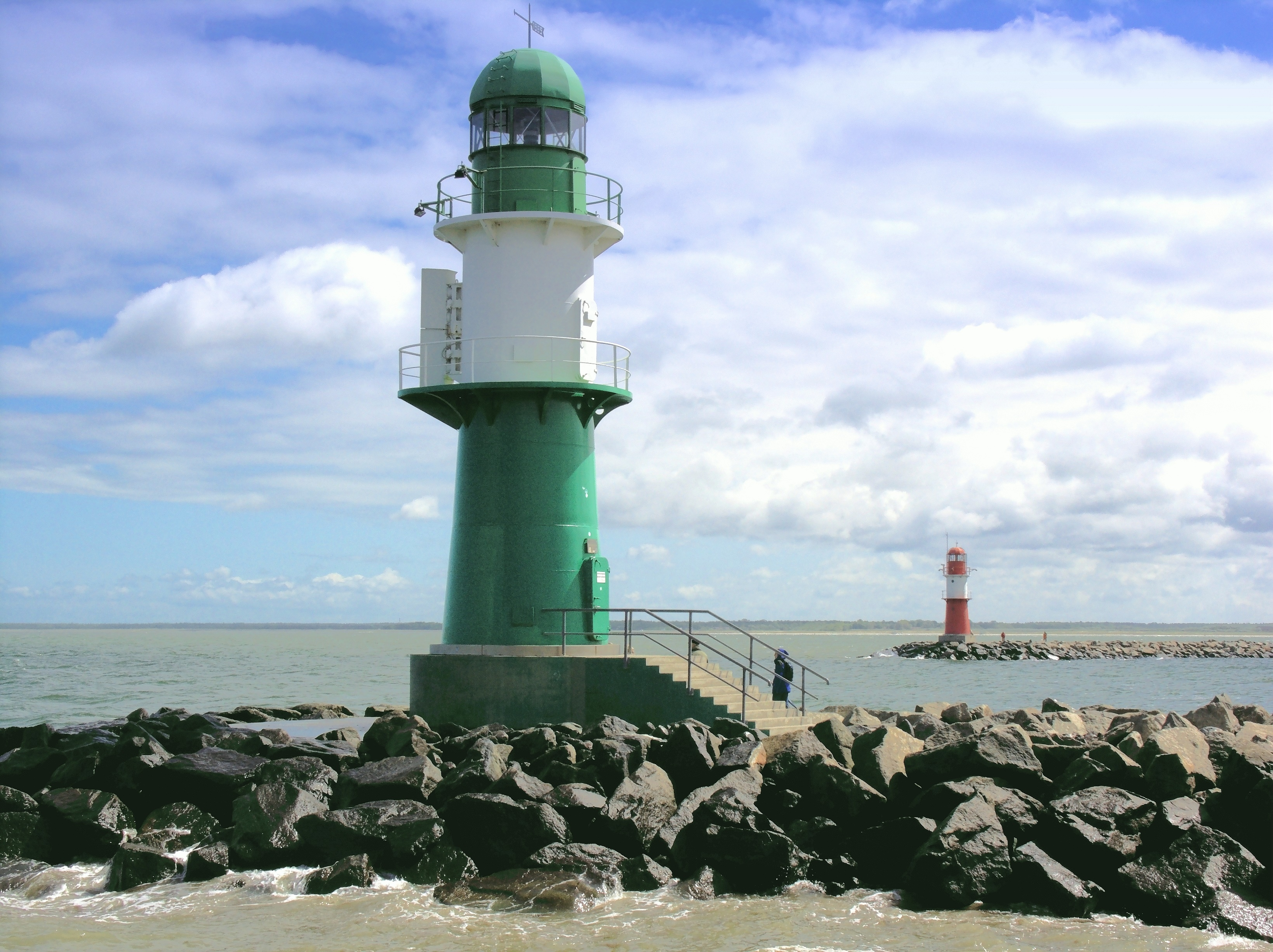
Leuchtfeuer Warnemünde Einfahrt
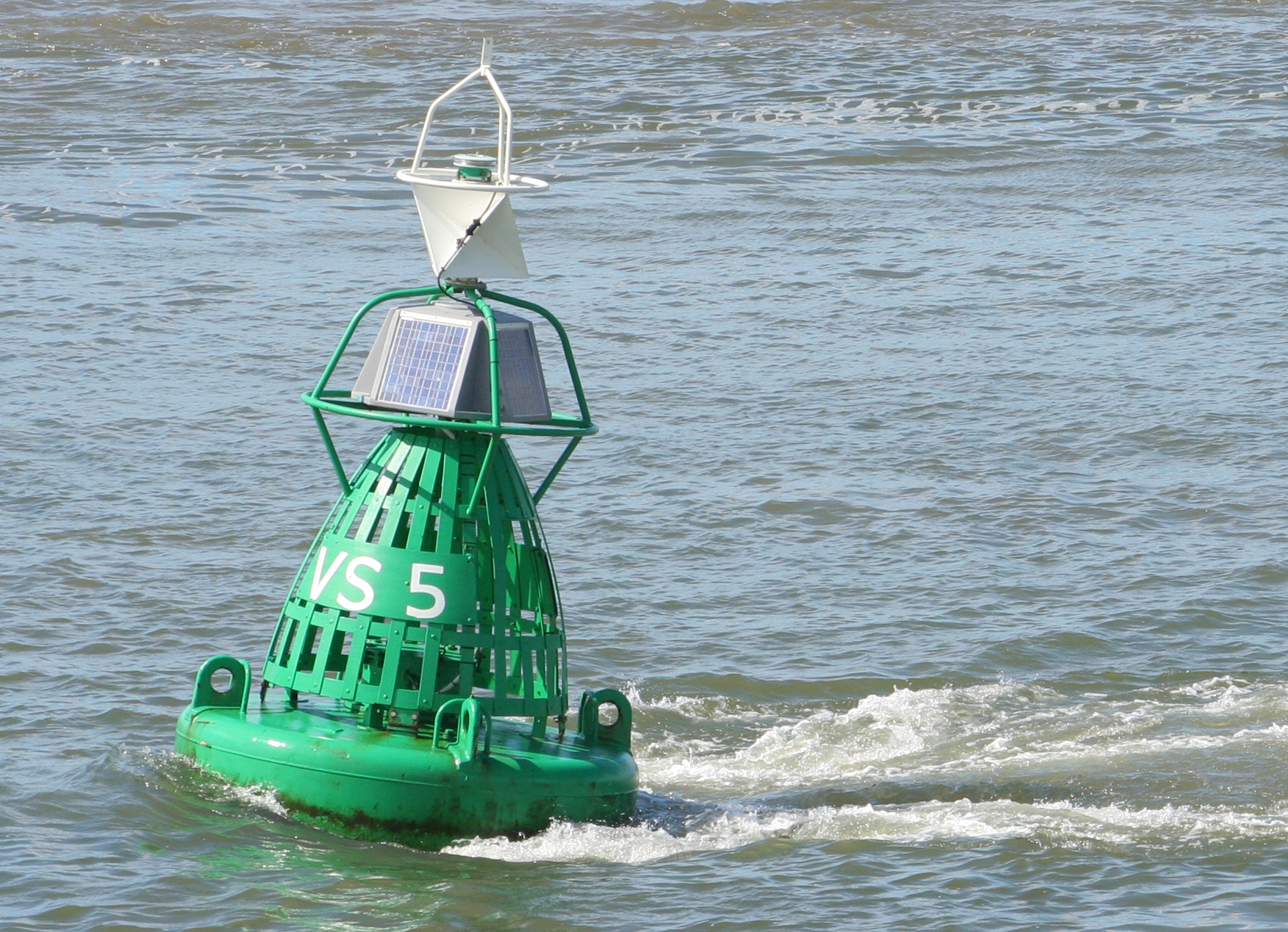
Steuerbord-Tonne im Lateralsystem Region A
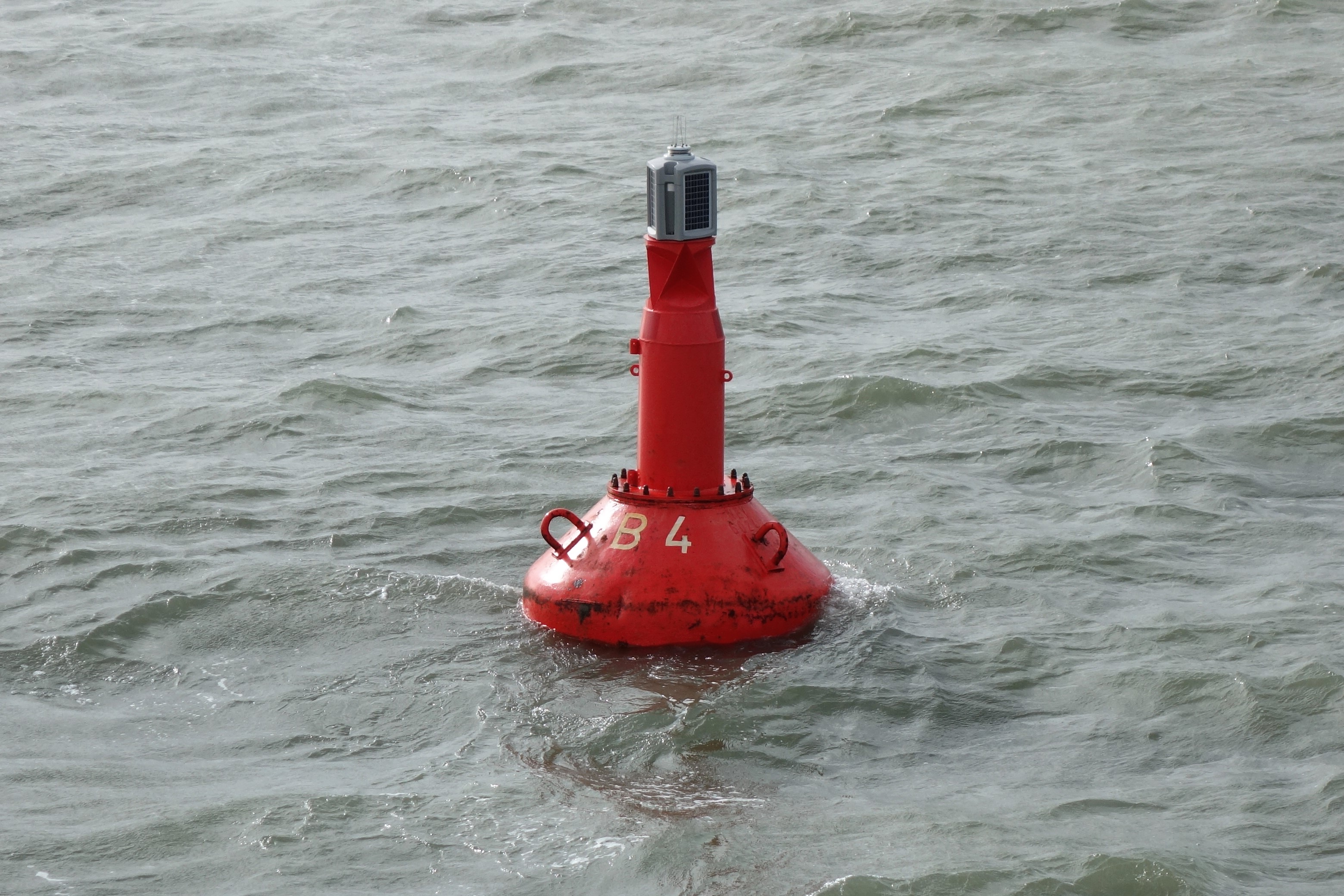
Backbord-Tonne im Lateralsystem Region A
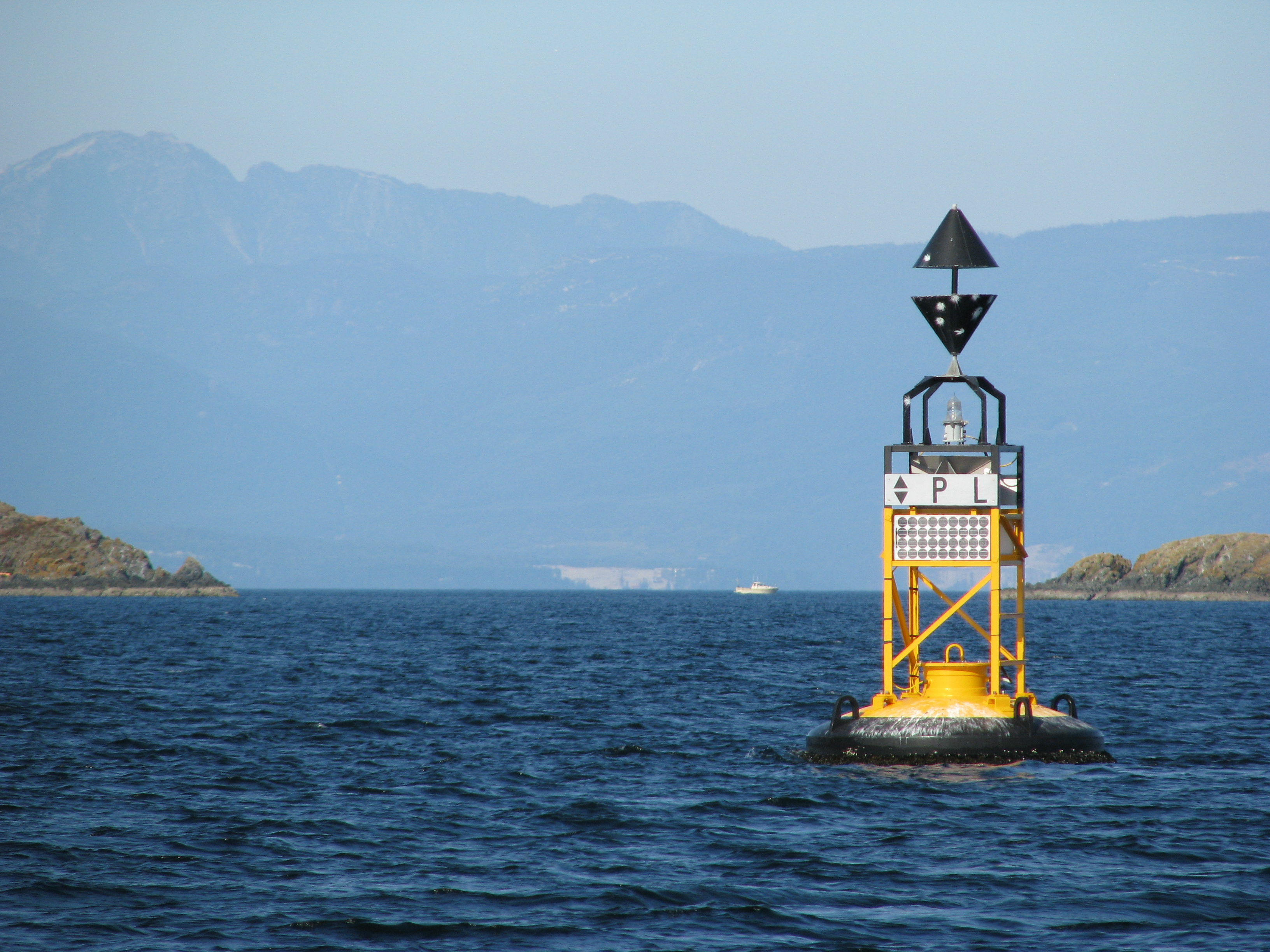
Kardinalsystem – östl. Grenze
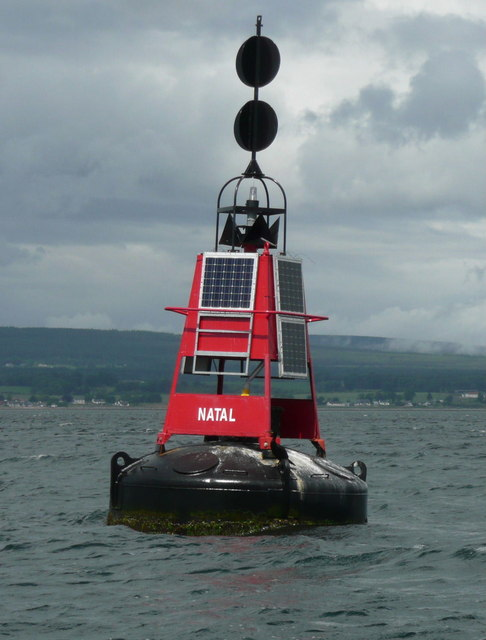
Einzel-Gefahrzeichen

## Organe
Die Gesamtheit aller Mitglieder bildet die Generalversammlung. Der Generalversammlung steht ein Präsident vor. Sie wählt den Rat und legt unter anderem die Leitlinien des Handelns der IALA fest. Allerdings haben nur die nationalen Mitglieder ein Stimmrecht. Der Rat verwaltet die IALA und besteht aus bis zu 21 gewählten und 3 ernannten Personen. Er ernennt einen Generalsekretär, der die IALA nach außen vertritt. Die inhaltliche Arbeit erfolgt in den Komitees.

## Mitgliedschaft
Die IALA hat vier Kategorien für Mitgliedschaften:
- National Members (nationale Mitglieder), dies sind Behörden, die für die Navigationshilfen ihres Landes, oder Teile davon, verantwortlich sind. Der Mitgliedsbeitrag für 2016 beträgt 14800,-€. (77 Mitglieder, Stand Mai 2014)
- Industrial Members (industrielle Mitglieder), dies sind Hersteller, Händler und Berater im Bereich der Navigationshilfen. Bewerbungen werden von den jeweiligen nationalen Mitgliedern dem Generalsekretär vorgeschlagen und dann dem Rat vorgestellt. Der Mitgliedsbeitrag für 2016 beträgt 6010,-€. (111 Mitglieder, Stand Mai 2014)
- Associate Members (assoziierte Mitglieder), dies können Häfen sein, aber auch wissenschaftliche Organisationen oder Dienstleister, die sich mit Navigationshilfen beschäftigen. Der Mitgliedsbeitrag für 2016 beträgt 2900,-€. (49 Mitglieder, Stand Mai 2014)
- Honorary Members (Ehrenmitglieder), dies sind Einzelpersonen, vom Rat auf Lebenszeit ernannt, die sich um die Belange der IALA verdient gemacht haben. Sie zahlen keinen Mitgliedsbeitrag. (43 Mitglieder, Stand Mai 2014)

### Nationale Mitglieder
Nachfolgend die Behörden oder Institutionen, die Stimmrecht in der Generalversammlung besitzen.
| Land                | Behörde |
| ------------------- | --- |
| Algerien            | Office national de signalisation maritime |
| Argentinien         | Seguridad Náutica Armada Argentina, Servicio de Hidrografia Naval |
| Australien          | Australian Maritime Safety Authority |
| Belgien             | Agency for Maritime Services and Coast, Flemish Government, Shipping Division |
| Benin               | Port autonome de Cotonou |
| Bermuda             | Department of Marine and Port Services |
| Brasilien           | Centro de Sinalização Náutica e Reparos „Almirante Moraes Rego“, Base Naval do Rio de Janeiro |
| Bulgarien           | Bulgarian Ports Infrastructure Company |
| Kamerun             | Port autonome de Douala |
| Kanada              | Canadian Coast Guard / Garde côtière canadienne, Direction Navigation Systems, Marine Services |
| Chile               | Armada de Chile, Directemar, Direccion General del Territorio Maritimo y de Marina Mercante |
| Volksrepublik China | Maritime Safety Administration, Ministry of Communications, Division of Aids to Navigation |
| Kolumbien           | Dirección General Maritima |
| Republik Kongo      | Direction Générale de la Marine Marchande, Ministère des Transports et de l’Aviation Civile et de la Marine Marchande |
| Kroatien            | Plovput |
| Kuba                | Oficina Nacional Hidrografia y Geodesia |
| Dänemark            | Søfartsstyrelsen |
| Dschibuti           | Port autonome de Djibouti |
| Ecuador             | Instituto Oceanografico de la Armada |
| Ägypten             | Egyptian Authority for Maritime Safety (EAFMS), Ministry of Transport |
| England/ Wales      | Trinity House Lighthouse Service |
| Estland             | Estonian Maritime Administration |
| Fidschi             | Maritime Safety Authority |
| Finnland            | Finnish Transport Agency, Hydrography & Waterways Department |
| Frankreich          | Direction des Affaires maritimes, Direction générale des Infrastructures, des Transports et de la Mer, Ministère de la Transition écologique et solidaire Direction des Infrastructures, de la Topographie et des Transports terrestres (Neukaledonien), Service des phares et balises |
| Gabun               | Service national de la signalisation maritime |
| Deutschland         | Generaldirektion Wasserstraßen und Schifffahrt |
| Griechenland        | Elliniko Polemiko Naftiko |
| Guinea              | Agence de navigation maritime, ministère des Transports |
| Island              | Icelandic Road Administration (ICERA) |
| Indien              | Directorate General of Lighthouses and Lightships |
| Indonesien          | Directorate of Navigation, Directorate General of Sea Communications |
| Iran                | Ports and Maritime Organization |
| Irak                | General Company for Ports of Iraq |
| Irland              | Commissioners of Irish Lights |
| Israel              | Administration of Shipping and Ports, Ministry of Transport |
| Italien             | Direzione Fari e Segnalamenti del Comando Logistico della Marina Militare, Direzione Fari e Segnalamenti Ministero dei Trasporti e della Navigazione Comando Generale del Corpo delle Capitanerie di Porto (Italian Coast Guard)                                                       |
| Elfenbeinküste      | Port autonome d’Abidjan |
| Jamaika             | Port Authority of Jamaica |
| Japan               | Kaijō Hoan-chō |
| Kenia               | Kenya Ports Authority |
| Südkorea            | Ministry of Oceans and Fisheries |
| Kuwait              | Ministry of Communications |
| Lettland            | Latvian Hydrographic Service |
| Malaysia            | Light Dues Board Peninsular Malaysia |
| Malta               | Malta Maritime Authority |
| Mexiko              | Direccion General de Marina Mercante |
| Mosambik            | National Institute of Hydrography and Navigation |
| Niederlande         | Ministerie van Infrastructuur en Waterstaat |
| Neuseeland          | Maritime New Zealand |
| Nigeria             | Nigerian Ports Authority |
| Norwegen            | Norwegian Coastal Administration, Kystdirektoratet |
| Oman                | Arabian Maritime and Navigation Aids Services |
| Panama              | Panama Maritime Authority, General Directorate of Ports & Maritime Ancillary Industries |
| Papua-Neuguinea     | National Maritime Safety Authority |
| Peru                | Director de Hidrografia y Navegacion, Marina de Guerra del Peru |
| Philippinen         | Philippine Coast Guard Headquarters |
| Polen               | Director of Aids to Navigation, Urzad Morski w Gdyni |
| Portugal            | Direcçâo de Faróis |
| Rumänien            | Directia Hidrografica Maritima |
| Russland            | Principal Department of Navigation and Oceanography |
| Schottland          | Northern Lighthouse Board |
| Senegal             | Port autonome de Dakar |
| Singapur            | Hydrographic Department, Maritime and Port Authority of Singapore |
| Südafrika           | Transnet National Ports Authority |
| Spanien             | Puerto del Estado, Area de Ayudas a la Navegación |
| Schweden            | Sjöfartsverket |
| Tansania            | Tanzania Harbours Authority |
| Thailand            | Royal Thai Navy |
| Tunesien            | Service des phares et balises |
| Türkei              | Directorate General of Coastal Safety (DGCS) |
| Ukraine             | State Hydrographic Service of Ukraine |
| Vereinigte Staaten  | U.S. Coast Guard |
| Uruguay             | Servicio de Illuminacion y Balizamiento, Armada Nacional |
| Venezuela           | Direccion de Hidrografia y Navegacion |
| Vietnam             | MSC-1 |